# 닌텐도 DS
닌텐도 DS(영어: Nintendo DS, 일본어: ニンテンドーDS)는 닌텐도가 2004년에서 2005년에 걸쳐 전 세계에 출시한 접이식 휴대용 콘솔 게임기이다. DS는 "Developers' System" 또는 "Dual Screen"의 두문자어로, 휴대용 게임기에 독특한 새 기능들을 도입했다: 두 개의 LCD 화면이 함께 작동하며 (아래 화면은 터치스크린임), 내장 마이크로폰, 그리고 무선 연결 지원이다. 두 화면 모두 게임보이 어드밴스 SP와 유사한 클램셸 디자인에 포함되어 있다. 닌텐도 DS는 또한 여러 대의 DS 콘솔이 기존 무선 네트워크에 연결할 필요 없이 짧은 거리 내에서 Wi-Fi를 통해 직접 상호 작용할 수 있는 기능을 제공했다. 대안으로, 현재는 서비스가 종료된 닌텐도 Wi-Fi 커넥션 서비스를 사용하여 온라인으로 상호 작용할 수 있었다. 주요 경쟁자는 7세대 비디오 게임 콘솔 시기의 소니의 플레이스테이션 포터블이었다.
출시 전, 닌텐도 DS는 닌텐도 콘솔 라인업에서 게임보이 어드밴스 패밀리와 닌텐도 게임큐브를 보완하기 위한 실험적인 "세 번째 기둥"으로 홍보되었다. 그러나 게임보이 어드밴스 타이틀과의 하위 호환성과 높은 판매량은 결국 이를 게임보이 시리즈의 후계자로 자리매김하게 했다. 2006년 3월 2일, 닌텐도는 오리지널 닌텐도 DS를 더 얇고 가볍게 재설계하고 더 밝은 화면과 더 오래 가는 배터리를 탑재한 닌텐도 DS 라이트를 출시했다. 2008년 11월 1일, 닌텐도는 여러 하드웨어 개선 사항과 새로운 기능을 포함한 또 다른 재설계 모델인 닌텐도 DSi를 출시했지만, 게임보이 어드밴스 타이틀과의 하위 호환성 및 GBA 슬롯을 사용하는 일부 DS 게임은 지원되지 않았다. 2009년 11월 21일, 닌텐도는 DSi의 더 큰 버전인 닌텐도 DSi XL을 출시했다.
모든 닌텐도 DS 모델을 합쳐 총 1억 5402만 대가 판매되어, 닌텐도 시스템 중 가장 많이 팔렸고, 휴대용 콘솔 게임기 중 가장 많이 팔렸으며, 역대 비디오 게임 콘솔 중 두 번째로 많이 팔렸다. DS 라이트 모델은 전체 닌텐도 DS 출하량의 대부분(61%)을 차지한다. 닌텐도 DS의 후속작은 2011년 2월에 닌텐도 3DS로 출시되었다.

## 역사

### 개발
닌텐도 DS 개발은 2002년 중반에 시작되었으며, 전 닌텐도 사장 야마우치 히로시의 듀얼 스크린 콘솔에 대한 아이디어에서 비롯되었다. 2003년 11월 13일, 닌텐도는 2004년에 새로운 게임 제품을 출시할 것이라고 발표했다. 회사는 많은 세부 사항을 제공하지 않았지만, 게임보이 어드밴스나 닌텐도 게임큐브의 후속작은 아닐 것이라고 밝혔다. 2004년 1월 20일, 콘솔은 "닌텐도 DS"라는 코드명으로 발표되었다. 닌텐도는 당시 몇 가지 세부 사항만 공개했는데, 콘솔에는 두 개의 독립적인 3인치 TFT LCD 디스플레이 패널, 독립적인 프로세서, 그리고 최대 1 기가비트(128 MB)의 반도체 메모리가 탑재될 것이라고 밝혔다. 당시 닌텐도 사장이었던 이와타 사토루는 "우리는 21세기에 플레이어에게 독특한 엔터테인먼트 경험을 제공하기 위해 기존 게임 기기와는 완전히 다른 개념을 바탕으로 닌텐도 DS를 개발했습니다"라고 말했다. 그는 또한 DS가 닌텐도를 혁신의 선두로 다시 끌어올리고 지난 몇 년간 회사를 묘사하는 데 사용되었던 보수적인 이미지를 벗어나는 데 도움이 될 것이라는 낙관론을 표명했다. 2004년 3월, 콘솔의 기술 사양 대부분을 담은 문서가 유출되었고, 내부 개발명인 "Nitro"도 공개되었다. 2004년 5월, 콘솔은 E3 2004에서 여전히 "닌텐도 DS"라는 이름으로 프로토타입 형태로 전시되었으며, 레지 피서메이는 출시를 위해 이름이 변경될 것이라고 발표했다. 2004년 7월 28일, 닌텐도는 E3에서 보여진 것보다 "더 세련되고 우아하다"고 묘사된 새로운 디자인을 공개하고 닌텐도 DS를 기기의 공식 명칭으로 발표했다. 닌텐도 게임큐브의 미지근한 판매 이후, 야마우치 히로시는 회사의 미래를 위해 이 성공의 중요성을 강조하며 일본어에서 "DS가 성공하면 우리는 천국으로 올라갈 것이고, 실패하면 지옥으로 떨어질 것이다"라고 번역될 수 있는 성명을 발표했다.

### 출시
이와타 사토루 사장은 닌텐도 DS를 "터치 기반 장치가 사용자가 직관적으로 게임을 할 수 있게 해주기 때문에 '게임 인구 확장'이라는 기본 전략을 지원하는 닌텐도의 첫 번째 하드웨어 출시"라고 언급했다. 2004년 9월 20일, 닌텐도는 닌텐도 DS가 2004년 11월 21일 북아메리카에서 149.99 US$에 출시될 것이라고 발표했다. 일본에서는 2004년 12월 2일에 15,000 JP¥에 출시될 예정이었다. 오스트레일리아에서는 2005년 2월 24일에 199.95 A$에, 그리고 유럽에서는 2005년 3월 11일에 149.99 € (영국에서는 99.99 £)에 출시될 예정이었다. 콘솔은 북미에서 캘리포니아 로스앤젤레스의 유니버설 시티워크 EB 게임즈에서 자정 출시 행사와 함께 출시되었다. 콘솔은 북미 출시와 비교하여 일본에서는 조용히 출시되었으며, 한 소식통은 추운 날씨를 그 이유로 들었다.

#### 북미 및 일본
닌텐도 DS는 2004년 11월 21일 북미에서 149.99 미국 달러에, 12월 2일 일본에서 15,000 일본 엔에 "티타늄" 색상으로 출시되었다. 북미와 일본에서 3백만 대 이상의 선주문이 접수되었으며, 온라인 상점에서의 선주문은 11월 3일에 시작되어 같은 날 매장이 할당량을 모두 판매하면서 종료되었다. 처음에는 닌텐도가 북미와 일본 출시 합쳐 백만 대를 공급할 계획이었으나, 선주문량을 확인한 후 생산량을 늘리기 위해 다른 공장을 가동했다. 닌텐도는 원래 미국 데뷔를 위해 30만 대를 할당했지만, 55만 대가 출하되었고, 그 중 50만 대 이상이 첫 주에 판매되었다. 2005년 후반에는 닌텐도 DS의 권장소비자가격이 129.99 미국 달러로 인하되었다.
두 출시 모두 성공적이었지만, 닌텐도는 교토에 본사를 둔 회사로서는 처음으로 일본보다 북미에 DS를 먼저 출시하기로 결정했다. 이 결정은 미국에서 연중 가장 큰 쇼핑의 날(추수감사절 다음 날인 "블랙 프라이데이")에 맞춰 DS를 출시하기 위한 것이었다. 아마도 출시일 때문이기도 하지만, DS는 미국에서 예상외의 높은 수요를 보였으며, 2004년 12월 21일까지 1백만 대가 판매되었다. 12월 말까지 전 세계 총 출하량은 280만 대로, 닌텐도의 원래 예상치보다 약 80만 대가 많았다. 그 중 최소 120만 대는 미국에서 판매되었다. 일부 업계 기자들은 이를 "2004년의 틱클 미 엘모"라고 부르기도 했다. 2005년 6월, 닌텐도는 전 세계적으로 총 665만 대가 판매되었다고 언론에 알렸다.

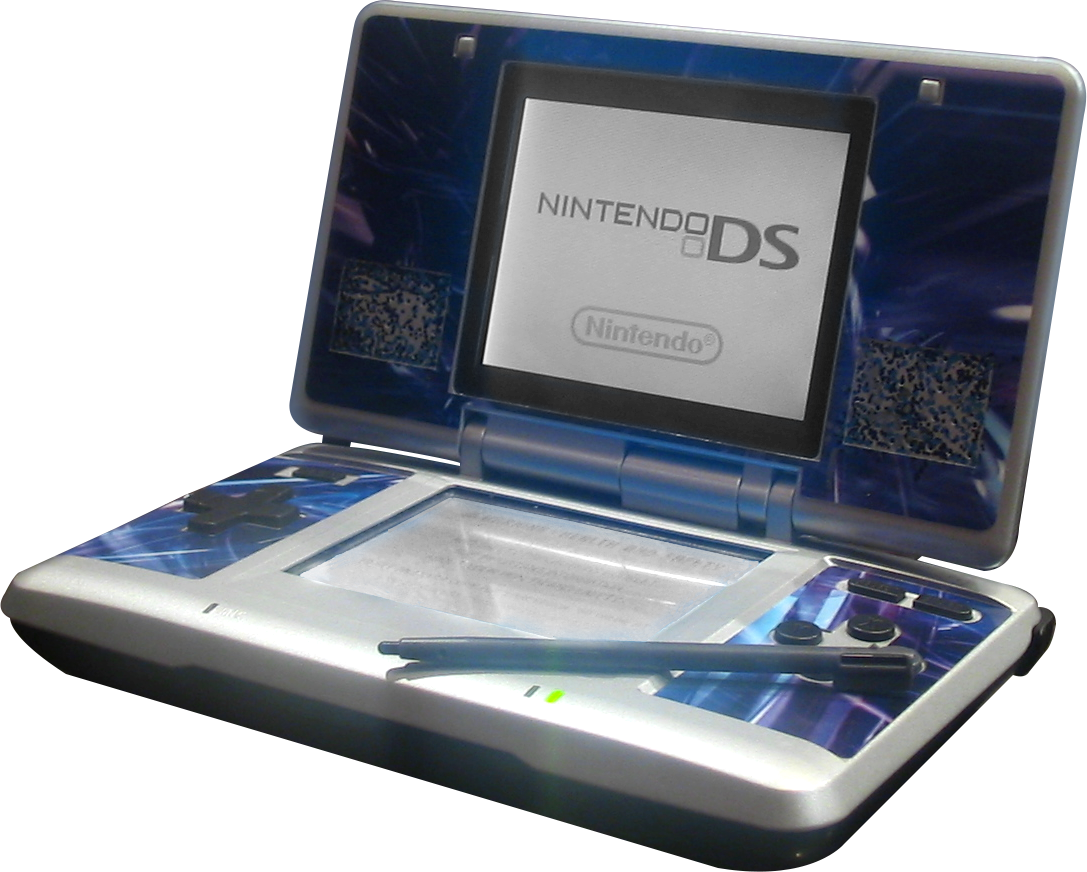
파란색 스킨이 씌워진 닌텐도 DS

전자제품에 흔히 있듯이, 두 화면 중 하나에 고정된 픽셀 문제가 보고되었다. LCD 디스플레이에 대한 반품 정책은 제조업체 및 지역에 따라 다르지만, 북미에서는 닌텐도가 소유자가 게임 경험에 방해가 된다고 주장하는 경우에만 결함 있는 픽셀이 있는 시스템을 교체하기로 결정했다. 북미에서는 두 가지 교환 프로그램이 시행되었다. 첫 번째는 결함 있는 DS의 소유자가 유효한 신용 카드 번호를 제공하면 닌텐도가 새 DS 시스템을 소유자에게 배송하고, 결함 있는 시스템을 반환할 배송 물품을 제공하는 방식이었다. 두 번째는 결함 있는 DS의 소유자가 시스템을 닌텐도에 검사를 위해 발송하는 방식이었다. 검사 후, 닌텐도 기술자들은 교체 시스템을 배송하거나 결함 있는 시스템을 수리했을 것이다. 첫 번째 옵션은 소유자가 3~5 영업일 내에 새 DS를 받을 수 있도록 했다.
2004년 11월 21일 북미 출시 당시 DS와 함께 여러 게임이 출시되었다. 출시 시에는 내장된 PictoChat 프로그램 외에 한 가지 팩인 데모가 포함되어 있었다: 메트로이드 프라임 헌터즈: 퍼스트 헌트 (닌텐도에서 출시했으며, 2006년 3월에 출시된 메트로이드 프라임 헌터즈의 데모이다). 2005년 6월 "일렉트릭 블루" DS 출시 당시, 닌텐도는 시스템을 슈퍼 마리오 64 DS와 함께 묶어 판매했다.
일본에서는 시스템의 첫 출시일(2004년 12월 2일)과 동시에 게임이 출시되었다. 출시 기간에는 코나미의 테니스 왕자 2005 -크리스탈 드라이브-와 세가의 뿌요뿌요 피버가 출시되었다.

#### 유럽
DS는 2005년 3월 11일 유럽에 149 €에 출시되었다. 이전에 소량의 유닛이 프로모션 "VIP" 티셔츠, 메트로이드 프라임 헌터즈 - 퍼스트 헌트, 만져라 메이드 인 와리오 데모 및 슈퍼 마리오 64 DS의 사전 출시 버전이 포함된 패키지로 닌텐도 스타즈 카탈로그를 통해 제공되었다. 이 번들 가격은 영국에서는 £129.99, 유럽 나머지 지역에서는 €189.99에 닌텐도의 "스타" 로열티 포인트 1,000점(배송비 포함)이 추가되었다. 2005년 6월 28일까지 유럽에서 100만 대의 DS 유닛이 판매되어 휴대용 콘솔 판매 기록을 세웠다.
DS의 유럽 출시는 미국과 마찬가지로 원래 메트로이드 프라임 헌터즈: 퍼스트 헌트 데모와 함께 포장되었다. 유럽 게임 케이스는 북미 케이스보다 약 one-quarter-인치 (6.4 mm) 더 두껍고, 단색 검정색이 아닌 투명하다. 케이스 내부에는 게임보이 어드밴스 게임 팩과 DS 카드, 그리고 케이스 왼쪽에 설명서가 들어갈 공간이 있다.

#### 오스트레일리아 및 뉴질랜드
DS는 2005년 2월 24일 오스트레일리아와 뉴질랜드에서 출시되었다. 오스트레일리아에서는 199 AU$에, 뉴질랜드에서는 249 NZ$에 판매되었다. 북미 출시와 마찬가지로, 메트로이드 프라임 헌터즈 - 퍼스트 헌트 데모가 포함되어 있다. 시스템의 첫 주 판매량은 오스트레일리아 콘솔 출시 판매 기록을 경신했으며, 27일까지 19,191대가 판매되었다.

#### 중화인민공화국
iQue DS는 2005년 6월 15일 중국에서 출시된 닌텐도 DS의 공식 명칭이다. 2006년 4월 기준 iQue DS의 가격은 980 런민비 (약 130 미국 달러)였다. 이 버전의 DS는 PassMe 장치 사용을 차단하는 업데이트된 펌웨어와 함께 새로운 빨간색 DS를 포함한다. 중국 출시 게임은 Zhi Gan Yi Bi (폴라리움) (닌텐도/iQue)와 Momo Waliou Zhizao (만져라 메이드 인 와리오) (닌텐도/iQue)였다. iQue라는 이름은 중국이 몇 년 전 가정용 비디오 게임 판매를 금지한 후 2003년 닌텐도 64 하드웨어 기반의 장치에 처음 사용되었다.

#### 출시 당시 사용 가능했던 게임
| 제목                                                       | 퍼블리셔          | NA  | JP  | EU  | AU & NZ | CN  |
| ---------------------------------------------------------- | ----------------- | --- | --- | --- | ------- | --- |
| 아스팔트: 어반 GT                                          | 게임로프트        | Yes | No  | Yes | Yes     | No  |
| 대합주! 밴드 브라더스                                      | 닌텐도            | No  | Yes | No  | No      | No  |
| Feel the Magic: XY/XX (a.k.a. Project Rub)                 | 세가              | Yes | Yes | Yes | No      | No  |
| Kensyūi Dokuta Tendo (문자 그대로 "레지던트 의사 텐도")    | 스파이크 춘소프트 | No  | Yes | No  | No      | No  |
| 매든 NFL 2005                                              | 일렉트로닉 아츠   | Yes | No  | No  | No      | No  |
| Mahjong Taikai                                             | 코에이            | No  | Yes | No  | No      | No  |
| 메트로이드 프라임 헌터즈: 퍼스트 헌트                      | 닌텐도            | Yes | No  | Yes | No      | No  |
| 미스터 드릴러 드릴 스피리츠                                | 남코              | No  | Yes | Yes | No      | No  |
| 핑 팔스                                                    | THQ               | No  | No  | Yes | Yes     | No  |
| 포켓몬 대시                                                | 닌텐도            | No  | Yes | Yes | No      | No  |
| 폴라리움                                                   | 닌텐도            | No  | Yes | Yes | No      | Yes |
| 레이맨 DS                                                  | 유비소프트        | No  | No  | Yes | No      | No  |
| 레트로 아타리 클래식스                                     | 아타리            | No  | No  | Yes | No      | No  |
| 로봇                                                       | VU Games          | No  | No  | Yes | No      | No  |
| 스파이더맨 2                                               | 액티비전          | Yes | No  | Yes | Yes     | No  |
| 스프렁                                                     | 유비소프트        | No  | No  | Yes | Yes     | No  |
| 슈퍼 마리오 64 DS                                          | 닌텐도            | Yes | Yes | Yes | Yes     | No  |
| 타이거 우즈 PGA 투어                                       | 일렉트로닉 아츠   | No  | No  | Yes | Yes     | No  |
| The Urbz: Sims in the City                                 | 일렉트로닉 아츠   | Yes | Yes | Yes | No      | No  |
| 만져라 메이드 인 와리오                                    | 닌텐도            | No  | Yes | Yes | Yes     | Yes |
| 주 키퍼                                                    | 석세스            | No  | Yes | Yes | Yes     | No  |
| Zunō ni Asekaku Game Series Vol.1: Cool104 Joker & Setline | Aruze             | No  | Yes | No  | No      | No  |

### 홍보
이 시스템의 홍보 슬로건은 거의 모든 국가에서 "터치"라는 단어를 중심으로 하며, 북미 슬로건은 "Touching is good."이었다.
닌텐도 DS는 많은 분석가들에게 소니의 플레이스테이션 포터블과 같은 시장에 있는 것으로 여겨졌지만, 양사 대표는 각 시스템이 다른 대상을 목표로 한다고 밝혔다. 타임 잡지는 DS에 "이주의 가젯" 상을 수여했다.
미국 출시 당시 닌텐도 DS는 US$149.99에 판매되었다. 닌텐독스와 어드밴스 워즈: 듀얼 스트라이크의 출시 하루 전인 2005년 8월 21일, 가격은 US$129.99로 인하되었다.
닌텐도 DS의 공식 색상은 일반 소매점을 통해 9가지가 제공되었다. 티타늄 색상은 전 세계적으로 판매되었고, 일렉트릭 블루는 북미와 라틴 아메리카 전용이었다. 마리오 카트 DS 게임과 묶인 빨간색 버전도 있었다. 그래파이트 블랙, 퓨어 화이트, 터키석 블루, 캔디 핑크는 일본에서 판매되었다. 미스틱 핑크와 코스믹 블루는 오스트레일리아와 뉴질랜드에서 판매되었다. 일본의 캔디 핑크와 오스트레일리아의 코스믹 블루는 닌텐독스 번들을 통해 유럽과 북미에서도 판매되었지만, 색상은 단순히 핑크와 블루로 불렸다. 그러나 이 색상들은 오리지널 스타일의 닌텐도 DS에만 사용할 수 있었고, 닌텐도 DS 라이트에는 다른 제한된 색상 세트가 사용되었다.

### DS 라이트

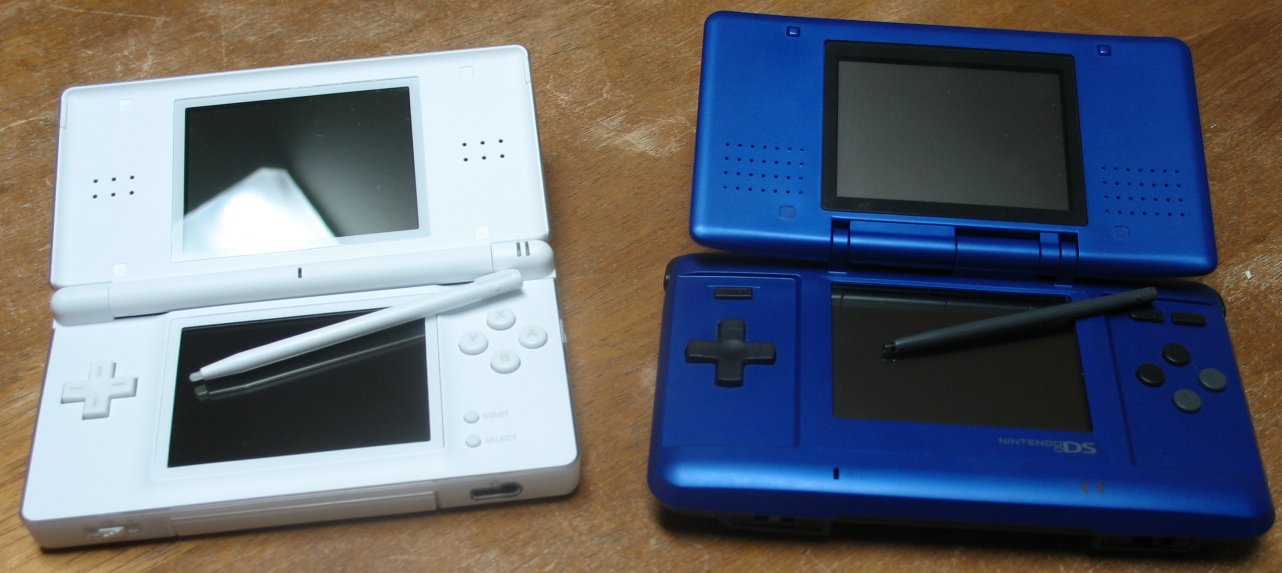
닌텐도 DS 라이트 (왼쪽)와 오리지널 DS (오른쪽)

닌텐도 DS 라이트는 2006년 1월 26일 발표되었고, 이후 5월 로스앤젤레스 컨벤션 센터에서 열린 E3 2006에서 공개되었다. 일본에서는 2006년 3월 2일 닌텐도 DS 라이트가 출시되었다. 핑크 케이스와 같은 다양한 색상과 한정판이 출시되었다. 출시 후 공급 부족과 과도한 수요로 인해 많은 전자제품 유통업체들이 재설계된 휴대용 콘솔의 소매 가격을 인상했다. 닌텐도가 2006년 3월에 55만 대를 출시했음에도 (이는 초기 예상치를 상회하는 수치였다), DS 라이트는 출시 직후 매진되었다. 닌텐도가 2006년 4월에 70만 대의 닌텐도 DS 라이트를 출시한 후 이 부족 현상이 완화될 것으로 예상되었지만, 도쿄의 소매업체들은 2006년 5월 말까지 다시 매진되었다. 이 부족 현상은 2006년과 2007년 대부분 동안 지속되었고 전국의 소매업체들은 부족에 대해 사과하지만 새로운 재고의 도착 시기는 알 수 없다는 영구적인 표지판을 걸어두었다. 새 제품이 도착하면 며칠 내에 매진되었다. 재입고가 불규칙했기 때문에 제품을 찾으려면 여러 소매점을 방문해야 하는 경우가 많았고, 대부분 제품을 찾지 못했다. 이것은 2007년 4월 25일에도 일본에서 여전히 그랬으며, 상점들은 매일 잠재 고객을 돌려보내고 빠르게 매진되었다.
더 큰 모델의 DS 라이트는 DS 라이트의 미출시 대체품이었다.
닌텐도 DS 라이트는 2006년 6월 1일 오스트레일리아에서 출시되었으며, 뇌를 단련하는 어른의 DS 트레이닝 데모가 함께 제공되었다. 닌텐도 DS 라이트는 2006년 6월 11일 북미에서 출시되었다. 타깃, 월마트, K마트, 마이어 등 북미의 여러 소매점에서 2006년 5월 30일 일찍부터 닌텐도 DS 라이트 유닛을 판매했다는 보고가 있었다. 2006년 6월 12일, 게임스팟은 닌텐도 DS 라이트가 주요 온라인 소매점과 북미의 여러 오프라인 매장에서 매진되었다고 보도했다. 2006년 6월 13일, 닌텐도는 북미에서 DS 라이트가 판매된 지 이틀 만에 136,500대가 판매되었으며, 오리지널 닌텐도 DS가 첫 10일 동안 판매한 50만 대에 육박하는 속도라고 발표했다. 출시 직후 DS 라이트는 미국 주요 소매점에서 매진되었지만, 2006년과 2007년 일본에서처럼 지속적인 부족 현상을 겪지는 않았다.
닌텐도 DS 라이트는 2006년 6월 23일 유럽에서 출시되었다. 핀란드와 스웨덴에서는 하지로 인해 2006년 6월 22일 DS 라이트가 출시되었다. 불과 10일 만에 닌텐도는 유럽에서 20만 대의 닌텐도 DS 라이트를 판매했다고 발표했다. 2006년 6월 12일, 중국 미디어 기관 Sina.com은 유럽으로 배송될 예정이었던 컨테이너가 도난당했으며, 이 컨테이너에는 검은색 닌텐도 DS 라이트 콘솔과 게임을 포함하여 틀:HK$1800만 (US$232만) 홍콩 달러 상당의 물품이 들어 있었다고 보도했다. 이후 GamesIndustry.biz는 닌텐도가 "홍콩에서 영국 시장을 위해 제작된 흰색 DS 라이트 여러 대가 도난당했다"고 확인했다고 보도했다.
닌텐도는 2006년 7월 20일 한국 지사인 닌텐도 코리아를 설립했다. DS 라이트는 자회사에서 대한민국에 출시한 첫 번째 콘솔이었으며, 2007년 1월 18일 출시되었다. 인기 한국 배우 장동건과 안성기가 콘솔 홍보에 참여했다. 닌텐도 코리아는 출시 첫 해에 100만 대 이상, 2008년 4월 현재 약 140만 대를 판매했다고 밝혔다.
DS 라이트는 2011년 4월에 단종된 것으로 알려졌다.

### 판매
2016년 3월 31일 기준, 모든 닌텐도 DS 모델을 합쳐 총 1억 5402만 대가 판매되었다. 닌텐도에 따르면 이 중 대부분은 첫 번째 개정 모델인 DS 라이트였다.

### 유산
닌텐도 DS의 성공은 터치스크린 조작과 무선 온라인 게임을 폭넓은 대중에게 소개했다. 닌텐도 라이프의 데미안 맥페런에 따르면, "DS는 많은 사람들이 터치 기반 기술과 처음 만난 경험이었고, 지울 수 없는 인상을 남겼다."
DS는 비게이머 대중을 끌어들이면서 큰 캐주얼 게임 시장을 구축했고, 터치스크린을 미래 휴대용 게임 기기의 표준 조작 방식으로 확립했다. 폴리곤의 제레미 패리시는 닌텐도 DS가 스마트폰의 터치스크린 모바일 게임의 기반을 마련했다고 주장했다. 그는 DS가 2007년 1월에 출시된 아이폰을 "본질적으로 전 세계적으로 준비시켰다"고 말했으며, DS가 아이폰 게임 모바일 앱의 길을 열었다고 덧붙였다. 그러나 패리시에 따르면, 아이폰의 성공은 2010년대 초에 "DS 시장을 사실상 붕괴시켰다"고 한다.
DS는 또한 여성 게이머 시장을 확대했다. 2006년 닌텐도에 따르면, DS 소유자의 44%가 여성이었고, 닌텐독스 소유자의 대다수가 여성이었다.
DS의 성공은 후속작인 닌텐도 3DS의 길을 열었다. 닌텐도 3DS는 유사한 듀얼 스크린 설정을 가진 휴대용 게임 콘솔로, 상단 화면에 입체 3D 이미지를 표시할 수 있다.
2014년 1월 29일, 닌텐도는 닌텐도 DS 게임이 Wii U의 버추얼 콘솔에 추가될 것이라고 발표했으며, 첫 게임인 매일매일 DS 두뇌 트레이닝은 2014년 6월 3일 일본에서 출시되었다.

## 하드웨어

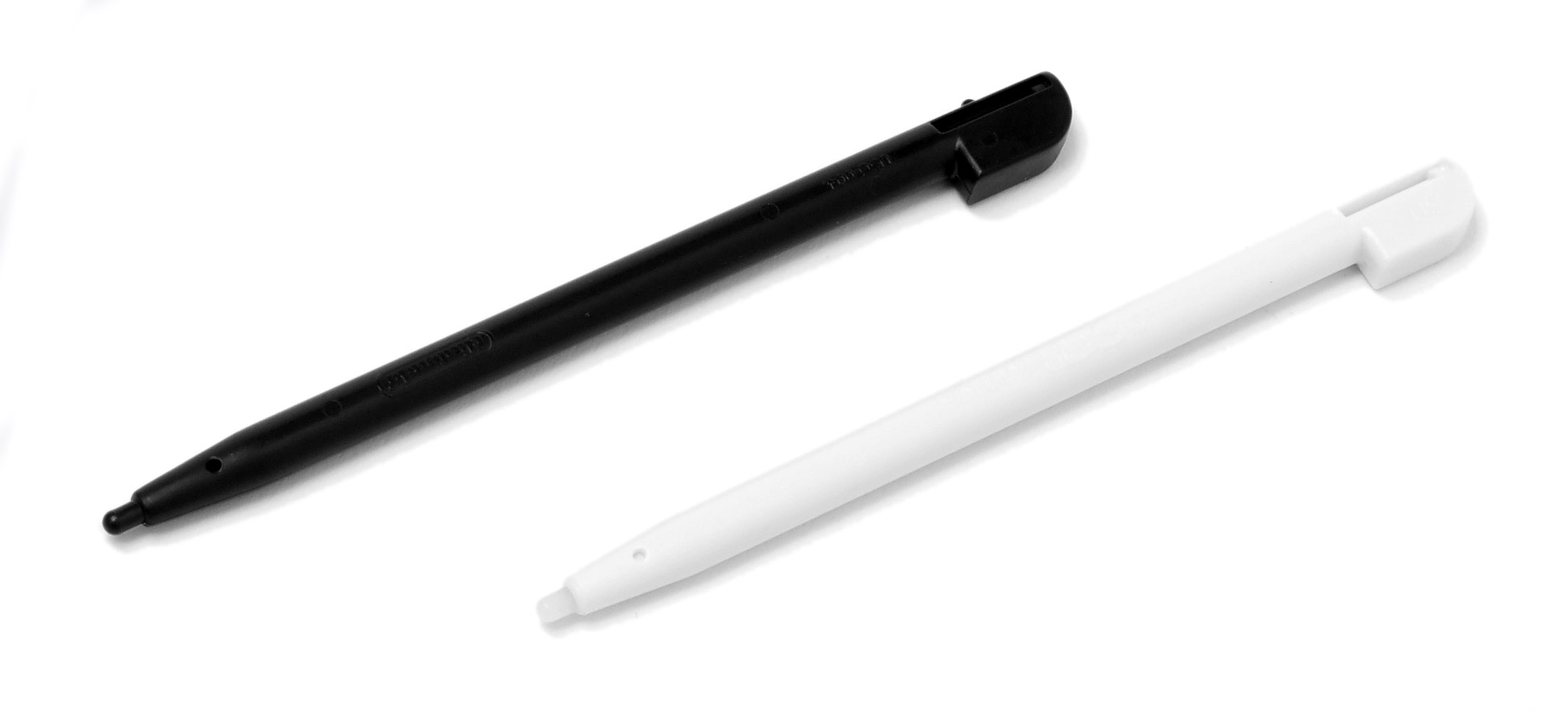
DS 라이트용 스타일러스

닌텐도 DS의 디자인은 닌텐도에서 제작한 게임 & 워치 시리즈의 동키콩이나 젤다와 같은 다중 화면 게임과 유사하다.
닌텐도 DS의 하단 디스플레이는 포함된 스타일러스, 사용자 손가락 또는 옵션 손목 스트랩에 부착된 구부러진 플라스틱 탭의 입력을 받도록 설계된 저항식 터치스크린으로 덮여 있다. 터치스크린을 통해 사용자는 버튼을 누르는 것보다 게임 내 요소와 더 직접적으로 상호 작용할 수 있다. 예를 들어, 포함된 채팅 소프트웨어인 PictoChat에서는 스타일러스로 메시지를 쓰거나 그림을 그릴 수 있다.
이 휴대용 기기에는 네 개의 문자 버튼(X, Y, A, B), 십자 패드, 그리고 시작, 선택, 전원 버튼이 있다. 기기 상단에는 두 개의 어깨 버튼, 게임 카드 슬롯, 스타일러스 홀더, 전원 케이블 입력 단자가 있다. 하단에는 게임보이 어드밴스 게임 카드 슬롯이 있다. 전반적인 버튼 배치는 슈퍼 패미컴 컨트롤러와 유사하다. DS에서 하위 호환 모드를 사용할 때, 게임보이 어드밴스 시스템에는 이러한 컨트롤이 없으므로 X, Y 버튼과 터치스크린은 사용되지 않는다.
또한 상단 디스플레이 화면 양쪽에 위치한 스테레오 스피커는 가상 서라운드 사운드를 제공한다(소프트웨어에 따라 다름). 이는 닌텐도 휴대용 기기로서는 처음이었는데, 게임보이 라인 시스템은 헤드폰이나 외부 스피커를 통해서만 스테레오 사운드를 지원했기 때문이다. 하단 화면 왼쪽 아래에는 내장 마이크로폰이 있다. 이는 음성 인식, 게임 플레이 중 및 게임 플레이 간 온라인 채팅, 그리고 플레이어가 불거나 소리쳐야 하는 미니게임 등 다양한 목적으로 사용되었다.

### 기술 사양
| 무게       | 275 g (9.7 oz) |
| 크기       | 닫았을 때: 148.7 mm × 84.7 mm × 28.9 mm (5.85 in × 3.33 in × 1.14 in) (너비 × 높이 × 깊이) |
| 디스플레이 | 두 개의 TFT LCD 화면: 62 mm × 46 mm (2.4 in × 1.8 in), 77 mm (3.0 in) 대각선, 0.24 mm 도트피치, 18비트 색심도 (262,144색), 화면 간 21 mm 간격 (약 92줄)                                                                                         |
| 해상도     | 각 화면당 256 × 192 픽셀 (4:3 가로세로비) |
| 오디오     | 16 PCM/ADPCM 채널의 스테레오 |
| CPU        | 두 개의 ARM 프로세서: - 32 비트 ARM946E-S 메인 CPU; 67 MHz 클록 속도. 게임 플레이 메커니즘 및 비디오 렌더링 처리 - 32 비트 ARM7TDMI 코프로세서; 33 MHz 클록 속도. 사운드 출력, Wi-Fi 지원 및 게임보이 어드밴스 모드에서 보조 프로세서 역할 수행 |
| RAM        | 4 MB PSRAM (게임보이 어드밴스 슬롯을 통해 확장 가능, 닌텐도 DS 브라우저만 공식적으로 사용) |
| 입력       | - 전원 버튼 - 볼륨 슬라이더 - 8개의 디지털 버튼 (A, B, X, Y, L, R, Start, Select) - 십자 패드 - 저항식 터치스크린 (하단 화면만) - 마이크로폰 |
| 전압       | 1.65 v |
| 배터리     | 충전식 850 mAh 리튬 이온 전지 |
| 저장 공간  | 256 KB의 직렬 플래시 메모리 |
| 무선 연결  | 내장 802.11b 무선 네트워크 연결 (WEP 암호화만 지원) |

이 시스템의 3D 하드웨어는 렌더링 엔진과 기하 엔진으로 구성되어 있으며, 이들은 변환 및 광원 처리, 투명도 자동 정렬, 투명도 효과, 텍스처 매핑 행렬 효과, 2D 빌보드, 텍스처 스트리밍, 텍스처 좌표 변환, 원근 보정 텍스처 매핑, 픽셀당 알파 테스트, 프리미티브당 알파 합성, 텍스처 블렌딩, 구로 셰이딩, 셀 셰이딩, Z 버퍼링, W-버퍼링, 1비트 스텐실 버퍼, 정점당 지향성 광원 및 시뮬레이션된 점 광원, 깊이 테스트, 스텐실 테스트, 텍스처 렌더링, 라이트 매핑, 환경 매핑, 섀도우 볼륨, 섀도우 매핑, 거리 안개, 에지 마킹, 페이드 인/아웃, 에지-AA를 수행한다. 사용 가능한 스프라이트 특수 효과는 스크롤링, 스케일링, 회전, 스트레칭 및 전단 변형이다. 그러나 최근접 이웃 텍스처 필터링을 사용하여 일부 타이틀에서는 블록 형태의 외관을 보인다. 대부분의 3D 하드웨어와 달리, 단일 장면에서 렌더링할 수 있는 삼각형 수에 제한이 있다. 최대량은 약 6144개의 정점 또는 프레임당 2048개의 삼각형이다. 3D 하드웨어는 한 번에 하나의 화면에 렌더링하도록 설계되었으므로 양쪽 화면에 3D를 렌더링하는 것은 어렵고 성능을 크게 저하시킨다. DS는 일반적으로 픽셀 채우기 속도보다 다각형 예산에 의해 더 제한된다. 또한 512킬로바이트의 텍스처 메모리가 있으며, 최대 텍스처 크기는 1024 × 1024 픽셀이다.
이 시스템에는 656 킬로바이트의 비디오 메모리와 두 개의 2D 엔진(화면당 하나)이 있다. 이들은 게임보이 어드밴스의 단일 2D 엔진과 유사하지만 더 강력하다.
닌텐도 DS는 IEEE 802.11b 표준을 사용하여 Wi-Fi와 호환되며, 선택적으로 WEP 암호화를 지원한다. Wi-Fi는 닌텐도 Wi-Fi 커넥션 (2014년 5월 20일 중단) 접속에 사용되었다. 다른 사용자와 동일한 Wi-Fi 호환 게임을 플레이하는 데도 사용되었으며, PictoChat; 또는 특수 카트리지와 RAM 확장을 통해 인터넷을 검색하는 데도 사용되었다. 오늘날 이러한 표준은 구식이며 (WEP의 경우) 안전하지 않은 것으로 간주되며 대부분의 무선 라우터에서 더 이상 사용할 수 없다.
닌텐도는 완전 충전 시 (4시간 충전) 이상적인 조건에서 배터리가 최대 10시간 지속된다고 주장한다. 배터리 수명은 스피커 볼륨, 한두 화면 사용 여부, 무선 연결 사용 여부, 슈퍼 마리오 64 DS와 같이 특정 게임에서 켜거나 끌 수 있는 백라이트 사용 여부 등 여러 요인에 영향을 받는다. 배터리는 필립스 헤드 드라이버만 사용하여 사용자가 교체할 수 있다. 약 500회 충전 후에는 배터리 수명이 감소하기 시작한다.
사용자는 닌텐도 DS 시스템을 닫아 '수면' 모드를 트리거할 수 있다. 이 모드는 플레이 중인 게임을 일시 중지하고 화면, 스피커, 무선 통신을 꺼서 배터리 수명을 절약한다. 그러나 게임보이 어드밴스 게임을 플레이하는 동안 시스템을 닫으면 닌텐도 DS는 수면 모드로 전환되지 않고 게임은 정상적으로 계속 실행된다. 특정 DS 게임(놀러오세요 동물의 숲 등)도 일시 중지되지 않지만, 백라이트, 화면, 스피커는 꺼진다. 또한 특정 게임에서 게임을 저장할 때 DS는 수면 모드로 전환되지 않는다. 젤다의 전설 몽환의 모래시계와 같은 일부 게임은 수면 모드에 진입하기 위한 닫는 동작을 퍼즐 해결의 독특한 방식으로 사용하거나, 콘솔을 닫아야 하는 게임 플레이 시퀀스를 포함한다(루니 툰즈: 덕 어먹 등).

### 액세서리
닌텐도 DS의 보조 포트는 게임보이 어드밴스 카트리지를 받아들이고 지원하지만(게임보이나 게임보이 컬러 카트리지는 아님), 닌텐도는 이 포트를 포함한 주요 목적이 시스템을 위한 다양한 액세서리를 출시할 수 있도록 하는 것이라고 강조했다.
닌텐도 DSi에는 보조 포트가 없으므로 해당 포트를 사용하는 액세서리와는 호환되지 않는다.

#### 럼블 팩
럼블 팩은 최초의 공식 확장 슬롯 액세서리였다. 게임보이 어드밴스 카트리지 형태의 럼블 팩은 플레이어가 장애물에 부딪히거나 생명을 잃을 때와 같이 호환되는 게임의 동작에 따라 진동한다. 2005년 북미와 일본에서 메트로이드 프라임 핀볼과 함께 번들로 출시되었다. 유럽에서는 액션루프 게임과 함께 처음 출시되었고, 나중에 메트로이드 프라임 핀볼과 함께 출시되었다. 럼블 팩은 해당 지역에서 개별적으로도 출시되었다.

#### 헤드셋
닌텐도 DS 헤드셋은 닌텐도 DS용 공식 헤드셋이다. 시스템 하단에 있는 헤드셋 포트(표준 3.5mm (1/8인치) 헤드폰 커넥터와 독점 마이크로폰 커넥터의 조합)에 연결한다. 이어폰 1개와 마이크로폰이 있으며, 내부 마이크로폰을 사용하는 모든 게임과 호환된다. 북미와 오스트레일리아에서 포켓몬스터DP 디아루가·펄기아와 함께 출시되었다.

#### 브라우저
2006년 2월 15일, 닌텐도는 DS 시스템용 크로스 플랫폼 웹 브라우저 오페라 버전을 발표했다. 이 브라우저는 한 화면을 개요로 사용하고, 확대된 부분이 다른 화면에 나타나게 하거나, 두 화면을 함께 사용하여 페이지의 단일한 높은 시야를 제공할 수 있다. 이 브라우저는 2006년에 일본과 유럽에서 판매를 시작했으며, 2007년 6월 4일에는 북미에서 판매를 시작했다. 브라우저 작동을 위해서는 포함된 메모리 확장 팩을 GBA 슬롯에 삽입해야 한다. DSi에는 닌텐도 DSi 상점에서 무료로 다운로드할 수 있는 웹 브라우저가 있다.

#### 닌텐도 Wi-Fi USB 커넥터
이 USB 플래시 디스크 크기의 액세서리는 PC의 USB 포트에 연결되어 미니어처 핫스팟/무선 액세스 포인트를 생성하여 Wii와 최대 5개의 닌텐도 DS 유닛이 호스트 컴퓨터의 인터넷 연결을 통해 닌텐도 Wi-Fi 커넥션 서비스에 액세스할 수 있도록 한다. 리눅스와 맥에서 시도했을 때, 일반 무선 어댑터 역할을 하여 무선 네트워크에 연결하며, 데이터 전송 시 LED가 깜박인다. Windows XP/Vista/7/8/10용으로 해킹된 드라이버도 있어 동일하게 작동할 수 있다. 닌텐도 Wi-Fi USB 커넥터는 2014년에 소매점에서 단종되었고 서비스도 중단되었다.

#### MP3 플레이어
닌텐도 MP3 플레이어(일본에서 플레이얀으로 알려진 기기의 수정 버전)는 2006년 12월 8일 닌텐도 유럽에서 29.99 파운드/30 유로의 소매 가격으로 출시되었다. 이 애드온은 이동식 SD 카드를 사용하여 MP3 오디오 파일을 저장하며, 게임보이 어드밴스 카트리지 지원 기능을 갖춘 모든 기기에서 사용할 수 있다. 그러나 이로 인해 사용자 인터페이스 및 기능 면에서 제한이 있는데, DS의 두 화면을 동시에 사용하는 것을 지원하지 않으며, 터치스크린 기능도 활용하지 않는다. GBA 슬롯이 없어 DSi와는 호환되지 않지만, DSi는 SD 카드를 통한 음악 플레이어를 포함한다. 박스에는 게임보이 미크로, 닌텐도 DS, 닌텐도 DS 라이트와만 호환된다고 명시되어 있었지만, 게임보이 어드밴스 SP와 게임보이 어드밴스와도 호환된다.

#### 기타 그립 컨트롤러
기타 그립 컨트롤러는 기타 히어로 온 투어 게임과 함께 제공되며 GBA 게임 슬롯에 연결된다. 이 컨트롤러에는 거치형 콘솔용 일반 기타 히어로 기타 컨트롤러에서 볼 수 있는 것과 같은 4개의 색깔 버튼이 있지만, 기타 컨트롤러에 있는 다섯 번째 주황색 버튼은 없다. DS 기타 히어로 컨트롤러는 작은 "픽-스타일러스"(이름에서 알 수 있듯이 기타 피크 모양)와 함께 제공되며 컨트롤러의 작은 슬롯에 보관할 수 있다. 또한 손목 스트랩도 포함되어 있다. 이 게임은 오리지널 DS용 어댑터와 함께 제공되므로 DS 라이트와 오리지널 닌텐도 DS 모두에서 작동한다. 기타 그립은 후속작인 기타 히어로 온 투어: 데케이드, 기타 히어로 온 투어: 모던 히트, 그리고 밴드 히어로와도 호환된다.

### 개정판

#### 닌텐도 DS 라이트
닌텐도 DS 라이트는 닌텐도 DS의 첫 번째 재설계 모델이다. 오리지널 모델의 기본 특징을 유지하면서도 더 세련된 외관, 더 큰 스타일러스, 더 오래가는 배터리, 그리고 더 밝은 화면을 특징으로 한다. 화면의 최대 밝기는 상단 화면이 200 cd/m2, 하단 화면(터치스크린)이 190 cd/m2이다. 리튬 이온 배터리(1000 mAh)는 한 번 충전으로 15~19시간의 플레이 시간을 제공할 수 있으며, 절전 수면 모드도 제공된다. 콘솔은 배터리를 완전히 충전하는 데 약 3시간이 소요된다. DS 라이트는 오리지널 닌텐도 DS 및 게임보이 어드밴스 SP와 다른 AC 전원 어댑터를 사용한다. 이는 기기 상단에 있는 어댑터 AC 포트가 더 작기 때문이다. 포함된 스타일러스는 오리지널 닌텐도 DS의 스타일러스보다 1 cm 길고 2 mm 두껍다.
닌텐도 DS 라이트 하드웨어 갤러리
- 닫힌 닌텐도 DS 라이트
- 켜지고 완전히 열린 닌텐도 DS 라이트
- Start 및 Select 버튼이 A, B, X, Y 버튼 그룹 아래로 이동했다.
- 볼륨 조절 슬라이더가 왼쪽에, 헤드폰 잭이 오른쪽에, 게임보이 어드밴스 슬롯이 중앙에 있는 전면
- 재설계된 스타일러스와 재배치된 전원 스위치
- 게임보이 어드밴스 더미 카트리지와 스타일러스, 닌텐도 DS 라이트 아래

#### 닌텐도 DSi 및 DSi XL
닌텐도 DSi는 닌텐도 DS의 두 번째 재설계 모델이다. 이는 미출시된 더 큰 DS 라이트 모델을 기반으로 한다. 이전 DS 재설계 모델과 유사하지만, 두 개의 내부 및 외부 0.3 메가픽셀 디지털 카메라, 더 큰 3.25인치 디스플레이, 내부 및 외부 콘텐츠 저장 공간, WPA 무선 암호화 호환성, 닌텐도 DSi 샵과의 연결과 같은 새로운 기능을 포함한다.
닌텐도 DSi XL은 오리지널 DSi보다 더 큰 화면과 전반적인 크기를 특징으로 한다. 이는 네 번째 DS 모델이며, 순수 크기 변화로 제공되는 첫 번째 모델이다. 더 넓은 시야각을 가진 더 큰 화면, 개선된 배터리 수명, 그리고 오리지널 DSi보다 전반적으로 더 큰 크기를 특징으로 한다. 오리지널 DSi는 개인 사용을 위해 특별히 설계된 반면, 닌텐도 사장 이와타 사토루는 DSi XL 구매자들이 콘솔을 "거실 탁자에 안정적인 위치"에 두어 여러 가족 구성원이 공유할 수 있도록 제안했다.

## DS 제품군 비교표
| 이름       | 닌텐도 DS | 닌텐도 DS 라이트 | 닌텐도 DSi | 닌텐도 DSi XL |
| 로고       | | | | |
| ---------- | --- | --- | --- | --- |
| 콘솔       | | | | |
| 생산       | 단종 | 단종 | 단종 | 단종 |
| 세대       | 7세대 | 7세대 | 7세대 | 7세대 |
| 출시일     | - 북미: 2004년 11월 21일 - 일본: 2004년 12월 2일 - 호주: 2005년 2월 24일 - 유럽: 2005년 3월 11일                                               | - 일본: 2006년 3월 2일 - 호주: 2006년 6월 1일 - 북미: 2006년 6월 11일 - 유럽: 2006년 6월 23일                                                  | - 일본: 2008년 11월 1일 - 호주: 2009년 4월 2일 - 유럽: 2009년 4월 3일 - 북미: 2009년 4월 5일                                                                            | - 일본: 2009년 11월 21일 - 유럽: 2010년 3월 5일 - 북미: 2010년 3월 28일 - 호주: 2010년 4월 15일                                                                         |
| 출시 가격  | - US$149.99 | - US$129.99 | - US$169.99 | - US$189.99 |
| 현재 가격  | 단종 | 단종 | 단종 | 단종 |
| 출하량     | 전 세계: 1억 5402만 대 (2016년 6월 30일 기준)                                                                                                  | 전 세계: 1억 5402만 대 (2016년 6월 30일 기준)                                                                                                  | 전 세계: 1억 5402만 대 (2016년 6월 30일 기준) | 전 세계: 1억 5402만 대 (2016년 6월 30일 기준) |
| 디스플레이 | 77 mm (3.03 in) | 79 mm (3.12 in) | 83 mm (3.25 in) | 110 mm (4.33 in) |
| 디스플레이 | 256x192 px | 256x192 px | 256x192 px | 256x192 px |
| 프로세서   | 67 MHz ARM946E-S & 33 MHz ARM7TDMI | 67 MHz ARM946E-S & 33 MHz ARM7TDMI | 133 MHz ARM9 & 33 MHz ARM7 | 133 MHz ARM9 & 33 MHz ARM7 |
| 메모리     | 4 MB PSRAM | 4 MB PSRAM | 16 MB | 16 MB |
| 카메라     | 없음 | 없음 | 전면 1개, 후면 1개 0.3 MP | 전면 1개, 후면 1개 0.3 MP |
| 저장 공간  | 256 KB 직렬 플래시 메모리 | 256 KB 직렬 플래시 메모리 | 256 MB 내부 플래시 메모리 및 SD 카드 (최대 2 GB) 및 SDHC 카드 (최대 32 GB) 확장 슬롯                                                                                    | 256 MB 내부 플래시 메모리 및 SD 카드 (최대 2 GB) 및 SDHC 카드 (최대 32 GB) 확장 슬롯                                                                                    |
| 물리 매체  | 게임보이 어드밴스 게임 팩 닌텐도 DS 게임 카드                                                                                                  | 게임보이 어드밴스 게임 팩 닌텐도 DS 게임 카드                                                                                                  | 닌텐도 DS 게임 카드 닌텐도 DSi 게임 카드 | 닌텐도 DS 게임 카드 닌텐도 DSi 게임 카드 |
| 입력 제어  | - 전원 스위치 - 볼륨 슬라이더 - 8개의 디지털 버튼 (A, B, X, Y, L, R, Start, Select) - 십자 패드 - 저항식 터치스크린 (하단 화면만) - 마이크로폰 | - 전원 스위치 - 볼륨 슬라이더 - 8개의 디지털 버튼 (A, B, X, Y, L, R, Start, Select) - 십자 패드 - 저항식 터치스크린 (하단 화면만) - 마이크로폰 | - 전원 버튼 - 10개의 디지털 버튼 (A, B, X, Y, L, R, Start, Select, 볼륨 업, 볼륨 다운) - 십자 패드 - 저항식 터치스크린 (하단 화면만) - 마이크로폰 - 전면 및 후면 카메라 | - 전원 버튼 - 10개의 디지털 버튼 (A, B, X, Y, L, R, Start, Select, 볼륨 업, 볼륨 다운) - 십자 패드 - 저항식 터치스크린 (하단 화면만) - 마이크로폰 - 전면 및 후면 카메라 |
| 배터리     | 850 mAh 리튬 이온 배터리 ~10시간 | 1000 mAh 리튬 이온 배터리 15–19시간 | 840 mAh 리튬 이온 배터리 9–14시간 | 1040 mAh 리튬 이온 배터리 4–17시간 |
| 무게       | 275 g (9.7 oz) | 218 g (7.7 oz) | 214 g (7.5 oz) | 314 g (11.1 oz) |
| 크기       | - 너비: 148.7 mm (5.85 in) - 높이: 84.7 mm (3.33 in) - 깊이: 28.9 mm (1.14 in)                                                                 | - 너비: 133 mm (5.24 in) - 높이: 73.9 mm (2.91 in) - 깊이: 21.5 mm (0.85 in)                                                                   | - 너비: 136.9 mm (5.39 in) - 높이: 74.9 mm (2.95 in) - 깊이: 18.8 mm (0.74 in)                                                                                          | - 너비: 161 mm (6.34 in) - 높이: 91.4 mm (3.60 in) - 깊이: 21 mm (0.83 in)                                                                                              |
| 지역 잠금  | 아니요 | 아니요 | DSiWare 및 DSi 강화/전용 게임 카드에만 해당 | DSiWare 및 DSi 강화/전용 게임 카드에만 해당 |
| 하위 호환  | 물리적만 해당 게임보이 어드밴스 카트리지 | 물리적만 해당 게임보이 어드밴스 카트리지 | 물리적만 해당 닌텐도 DS 게임 카드 | 물리적만 해당 닌텐도 DS 게임 카드 |

1. ↑  총 DS 제품군 1억 5402만 대 중 9308만 대가 DS 라이트이다.
2. 1 2 3 4  화면 밝기, Wi-Fi, 사운드 볼륨에 따라 결정됨

## 소프트웨어 및 기능

### 닌텐도 Wi-Fi 커넥션
닌텐도 Wi-Fi 커넥션은 닌텐도가 운영하는 무료 온라인 게임 서비스였다. 호환되는 닌텐도 DS 게임을 가진 플레이어는 닌텐도 Wi-Fi USB 커넥터 또는 무선 라우터를 사용하여 Wi-Fi 네트워크를 통해 서비스에 연결할 수 있었다. 이 서비스는 2005년 11월 전반에 걸쳐 북미, 오스트레일리아, 일본 및 유럽에서 출시되었다. 각 지역에 맞춰 온라인 호환 닌텐도 DS 게임이 같은 날 출시되었다.
| 지역           | 출시일           | 호환 출시 타이틀     | Ref.   |
| -------------- | ---------------- | -------------------- | ------ |
| 북미           | 2005년 11월 14일 | 마리오 카트 DS       | [ 93 ] |
| 오스트레일리아 | 2005년 11월 17일 | 마리오 카트 DS       | [ 94 ] |
| 일본           | 2005년 11월 23일 | 놀러오세요 동물의 숲 | [ 95 ] |
| 유럽           | 2005년 11월 25일 | 마리오 카트 DS       | [ 96 ] |

이후 닌텐도 DS Wi-Fi 커넥션 게임 및 전용 닌텐도 DS 웹 브라우저가 출시되었다. 닌텐도는 나중에 온라인 플랫폼의 성공이 전체 닌텐도 DS 플랫폼의 상업적 성공을 직접적으로 이끌었다고 믿었다. 닌텐도 Wi-Fi 커넥션은 Wii의 기반이 되는 데 일조했다. 대부분의 기능(DS 및 Wii 콘솔 게임 모두)은 2014년 5월 20일 전 세계적으로 중단되었다.

### 다운로드 플레이
다운로드 플레이를 사용하면 단 하나의 게임 카드만으로 다른 닌텐도 DS 시스템, 그리고 나중에는 닌텐도 3DS 시스템과 멀티플레이어 게임을 플레이할 수 있다. 게스트 시스템이 호스트 시스템에서 필요한 데이터를 다운로드하려면 플레이어의 시스템이 서로 무선 범위(약 65피트 이내) 내에 있어야 한다. 특정 게임만 이 기능을 지원했으며, 일반적으로 정식 게임보다 훨씬 제한된 기능으로 플레이되었다.
다운로드 플레이는 또한 포켓몬스터 4세대 게임에서 5세대 포켓몬스터 블랙·화이트로 포켓몬을 옮기는 데도 사용되는데, 이는 두 개의 다른 게임 카드와 두 개의 휴대용 기기가 필요하지만 플레이어는 한 명만 필요한 작업의 예시이다.
일부 닌텐도 DS 판매점에는 사용자가 현재 및 출시 예정 DS 게임의 데모를 다운로드할 수 있는 DS 다운로드 스테이션이 있었다. 그러나 메모리 제한으로 인해 시스템 전원이 꺼지면 다운로드된 파일은 삭제되었다. 다운로드 스테이션은 1개에서 8개의 표준 소매용 DS 유닛으로 구성되었으며, 데모 데이터가 포함된 표준 DS 카드가 들어 있었다. 2008년 5월 7일, 닌텐도는 닌텐도 채널을 Wii에서 다운로드할 수 있도록 출시했다. 닌텐도 채널은 WiiConnect24를 사용하여 닌텐도 DS 데모를 다운로드했다. 거기서 사용자는 원하는 데모를 선택하여 DS로 다운로드하고 전원이 꺼질 때까지 플레이할 수 있었다.

### 멀티 카드 플레이
멀티 카드 플레이는 다운로드 플레이와 마찬가지로 사용자가 다른 닌텐도 DS 시스템과 멀티플레이어 게임을 플레이할 수 있도록 한다. 이 경우 각 시스템에는 게임 카드가 필요하다. 이 모드는 일반 DS 메뉴가 아닌 게임 내 메뉴에서 액세스한다.

### PictoChat
PictoChat을 사용하면 사용자가 로컬 무선 범위 내에서 다른 닌텐도 DS 사용자와 통신할 수 있다. 사용자는 (화상 키보드를 통해) 텍스트를 입력하거나, (스타일러스와 터치스크린을 통해) 손으로 메시지를 쓰거나 그림을 그릴 수 있다. 사람들이 채팅할 수 있는 4개의 채팅룸(A, B, C, D)이 있다. 각 방에는 최대 16명이 연결할 수 있다.
PictoChat은 후속 닌텐도 3DS 시리즈 시스템에서는 사용할 수 없었다.

### 펌웨어
닌텐도 자체 펌웨어가 시스템을 부팅한다. 먼저 건강 및 안전 경고가 표시된 다음 주 메뉴가 로드된다. 주 메뉴는 플레이어에게 네 가지 주요 옵션을 제공한다: DS 게임 플레이, PictoChat 사용, DS 다운로드 플레이 시작, 게임보이 어드밴스 게임 플레이. 주 메뉴에는 백라이트 켜기 또는 끄기, 시스템 설정, 알람과 같은 보조 옵션도 있다.
펌웨어에는 시계, 사용자 지정 옵션(게임 삽입 시 부팅 우선 순위 및 GBA 화면 기본 설정 등), 게임에서 사용할 수 있는 사용자 정보 및 기본 설정(이름, 생일, 좋아하는 색상 등) 입력 기능도 포함되어 있다.
일본, 미국, 유럽 콘솔은 다음 언어를 지원한다: 영어, 일본어, 스페인어, 프랑스어, 독일어, 이탈리아어.
중국 본토의 콘솔에서는 중국어가 일본어를 대체하며, 한국 콘솔에서는 이탈리아어가 한국어로 대체된다.
2006년 이후 출시된 DS의 후속 개정판에는 DS 라이트와 마찬가지로 화면 밝기 수준을 조절할 수 있는 옵션이 추가되었다.

## 게임

### 호환성

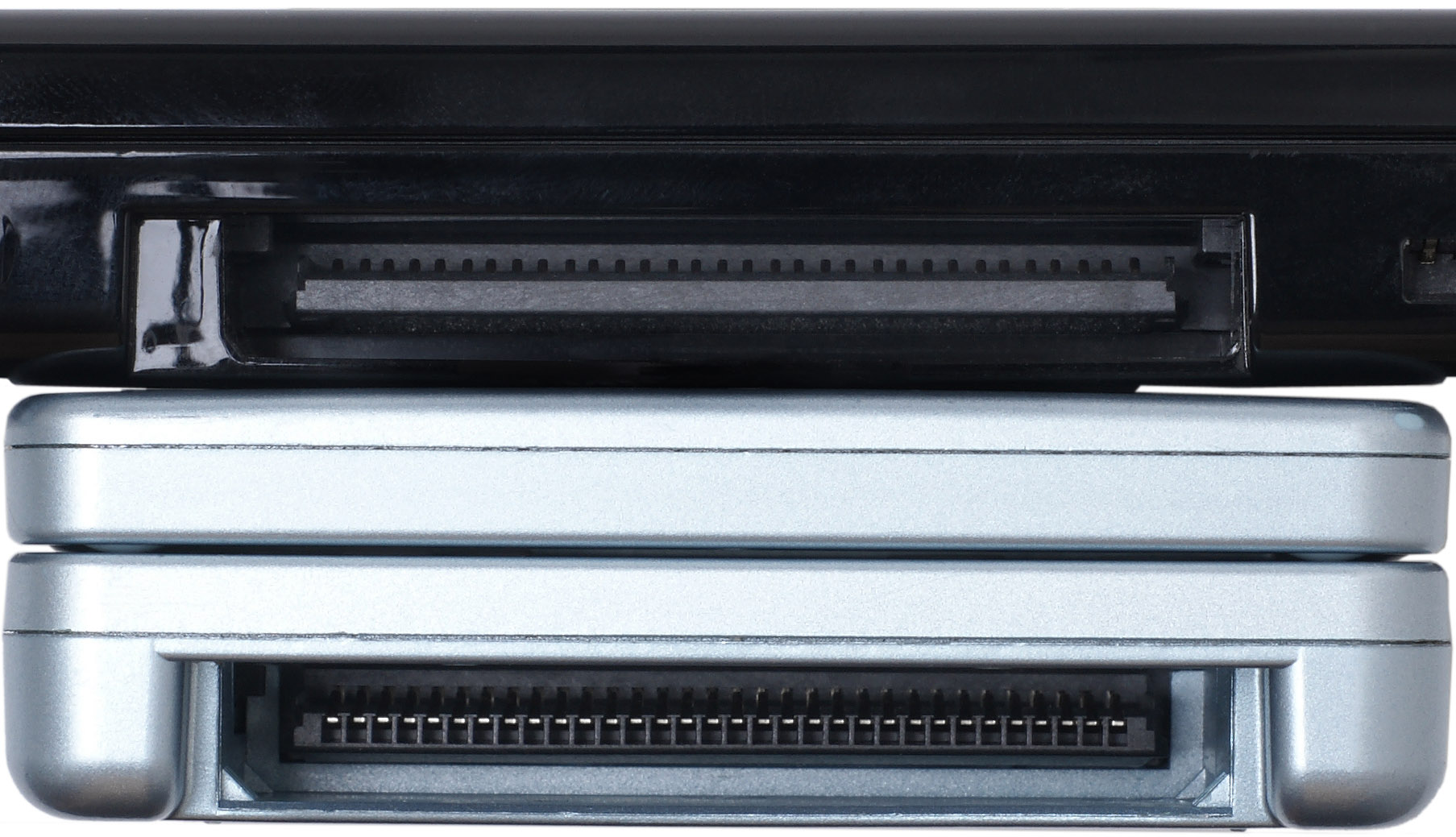
게임보이 어드밴스 게임 슬롯 (아래) 및 닌텐도 DS 라이트 (위)

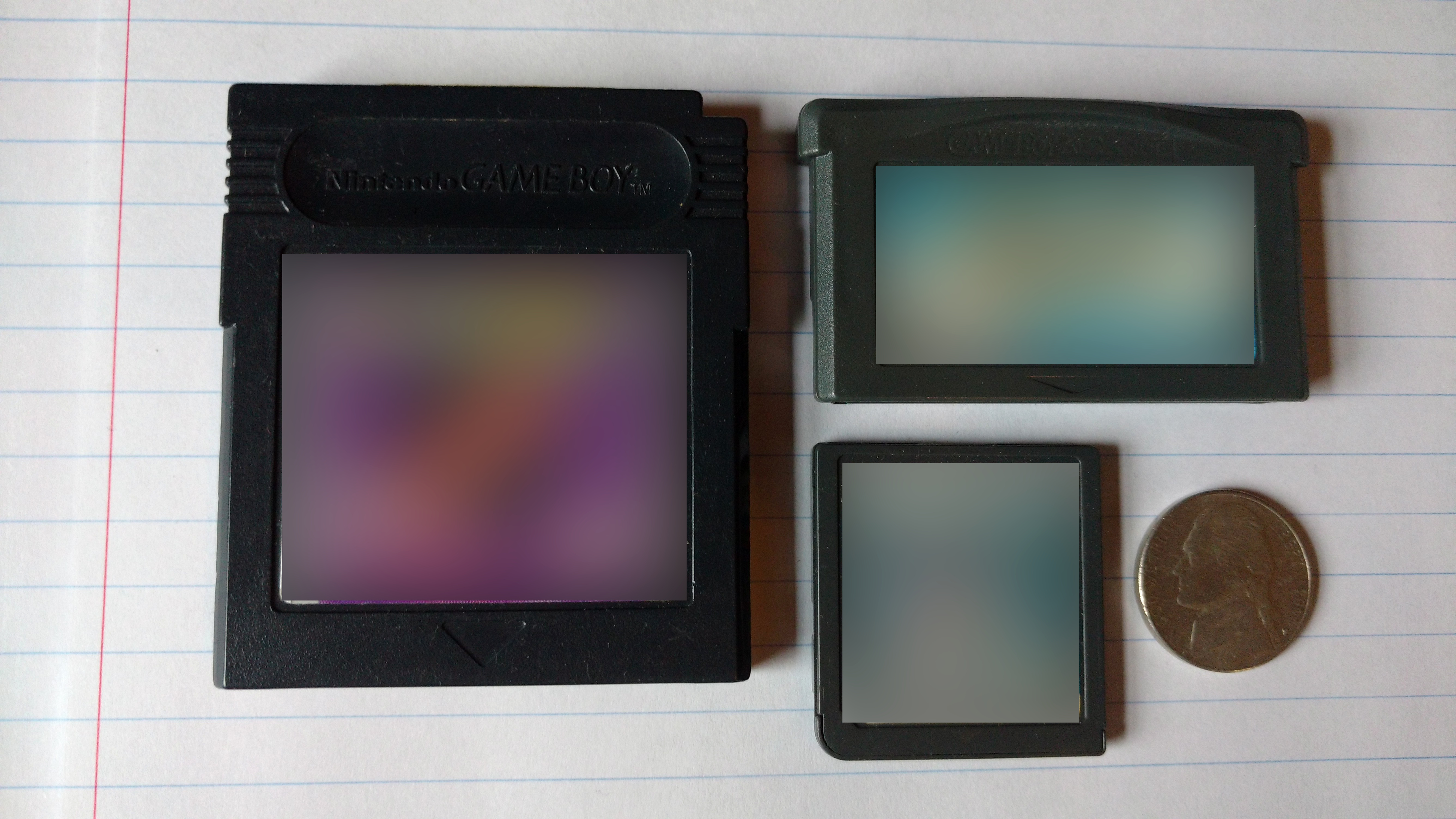
시계 방향으로 왼쪽부터: 게임보이 게임 카트리지, 게임보이 어드밴스 게임 카트리지, 닌텐도 DS 게임 카트리지. 오른쪽 끝에는 크기 비교를 위해 미국 5센트 동전이 표시되어 있다.

닌텐도 DS는 하위 호환되어 게임보이 어드밴스(GBA) 카트리지를 사용할 수 있다. 작은 닌텐도 DS 게임 카드는 시스템 상단의 슬롯에 맞고, 게임보이 어드밴스 게임은 하단의 슬롯에 맞는다. 닌텐도 DS는 게임보이 미크로와 마찬가지로 오리지널 게임보이 및 게임보이 컬러용 게임과 하위 호환되지 않는다. 필요한 하드웨어가 포함되어 있지 않고 콘솔이 게임보이 및 게임보이 컬러 게임과 물리적으로 호환되지 않기 때문이다.
이 휴대용 기기에는 게임보이 어드밴스 링크 케이블 포트가 없으므로 게임보이 어드밴스 타이틀에서는 멀티플레이어 및 게임큐브-게임보이 어드밴스 링크업 모드를 사용할 수 없다. 닌텐도 DS에서는 싱글 플레이어 모드만 지원되며, 이는 닌텐도 3DS(앰배서더 전용) 및 Wii U의 버추얼 콘솔을 통해 플레이되는 게임보이 어드밴스 게임의 경우와 동일하다.
닌텐도 DS는 게임보이 어드밴스 게임을 플레이할 때 한 화면만 사용한다. 사용자는 기본적으로 상단 또는 하단 화면을 사용하도록 시스템을 구성할 수 있다. 두 시스템 간의 화면 해상도가 약간 다르기 때문에(닌텐도 DS는 256 × 192 px, 게임보이 어드밴스는 240 × 160 px) 게임은 화면에 검은 테두리 내에서 표시된다.
상단 슬롯에 삽입된 닌텐도 DS 게임은 하단 슬롯에 특정 게임보이 어드밴스 게임이 있는지 감지할 수 있다. 많은 게임에서 게임 플레이 중 게임 내에서 명시되거나 설명서에 설명된 대로, 적절한 게임보이 어드밴스 게임을 삽입한 상태로 닌텐도 DS 게임을 시작하면 추가 콘텐츠를 잠금 해제하거나 추가할 수 있다. 이러한 게임 중에는 인기 있는 포켓몬스터DP 디아루가·펄기아 또는 포켓몬스터Pt 기라티나가 있었는데, 적절한 게임보이 어드밴스 카트리지를 삽입하면 플레이어가 야생에서 더 많거나 독점적인 포켓몬을 찾을 수 있었다. 일부 콘텐츠는 GBA 게임이 제거된 후에도 영구적으로 유지될 수 있다.
또한 GBA 슬롯은 럼블 팩, 닌텐도 DS 메모리 확장 팩, 기타 히어로 온 투어 시리즈용 기타 그립과 같은 확장 팩을 보관하는 데 사용할 수 있다. 닌텐도 DSi 및 DSi XL은 두 번째 카트리지 슬롯 대신 SD 카드 슬롯이 있어 게임보이 어드밴스 게임이나 기타 히어로 온 투어를 플레이할 수 없다. 밴드 히어로와 같은 특정 Wii 게임에서는 플레이어가 닌텐도 DS를 추가 기능에 사용할 수 있다.

### 지역 구분
닌텐도 DS는 어느 콘솔이든 전 세계 어디에서나 구매한 닌텐도 DS 게임을 실행할 수 있다는 점에서 지역 제한이 없다. 그러나 중국의 iQue DS 게임은 펌웨어 칩에 필요한 중국어 문자 글꼴 이미지가 포함되어 있지 않아 오리지널 DS의 다른 버전에서는 플레이할 수 없다. 이 제한은 닌텐도 DSi 및 3DS 시스템에서는 제거되었다. 다른 지역의 닌텐도 DS는 중국 게임을 플레이할 수 없지만, iQue DS는 다른 지역의 게임을 플레이할 수 있다. 또한 게임보이 게임과 마찬가지로, 멀티플레이어 플레이를 위해 두 플레이어 모두 닌텐도 DS 게임 카드를 요구하는 일부 게임은 게임이 다른 지역 출신일 경우 반드시 함께 작동하지 않을 수 있다(예: 일본 닌텐도 DS 게임은 북미 복사본과 작동하지 않을 수 있지만, 마리오 카트 DS와 같은 일부 타이틀은 상호 호환된다). 닌텐도 Wi-Fi 커넥션이 추가되면서 특정 게임은 다른 지역의 사용자와 인터넷을 통해 플레이할 수 있다.
일부 Wi-Fi 지원 게임(예: 마리오 카트 DS)은 지역별 상대 선택을 허용한다. 옵션은 "지역" (유럽에서는 "대륙")과 "전 세계"이며, 두 가지 비위치별 설정도 있다. 이를 통해 플레이어는 경쟁자를 동일한 지리적 영역에 기반을 둔 상대로만 제한할 수 있다. 이는 사용 중인 게임의 지역 코드에 기반한다.
그러나 닌텐도 DSi는 DSiWare 다운로드 게임 및 DSi 전용 카트리지에 대해 지역 잠금이 있다. 일반 DS 게임은 어떤 지역이든 여전히 실행된다.

### 미디어 사양
닌텐도 DS 게임은 독점적인 솔리드 스테이트 마스크 롬을 게임 카드에 사용한다.틀:Sps 마스크 ROM 칩은 Macronix에서 제조하며 접근 시간은 150 ns이다. 카드 크기는 8에서 512 MiB (64 Mibit에서 4 Gibit)까지 다양하다(최대 용량에 대한 데이터는 공개되지 않았지만). 더 큰 카드는 일반적인 작은 카드보다 데이터 전송 속도가 25% 느리다. 카드는 일반적으로 게임 진행 상황이나 최고 점수와 같은 사용자 데이터를 저장하기 위한 소량의 플래시 메모리 또는 EEPROM을 가지고 있다. 게임 카드 크기는 35 mm × 33 mm × 3.8 mm (1.38 in × 1.30 in × 0.15 in) (게임보이 어드밴스 카트리지 폭과 깊이의 약 절반)이며 무게는 약 3.5 g (1⁄8 oz)이다.

## 해킹 및 홈브루
대한민국에서는 DS를 포함한 불법 복제 게임이 많이 유통되고 있다. 2007년에는 DS 게임이 50만 장 이상 판매되었지만, DS 하드웨어는 80만 대가 판매되었다.
Datel사에서 제조한 액션 리플레이라는 또 다른 개조 장치는 사용자가 치트 코드를 입력하여 게임을 해킹하고 플레이어에게 무한한 체력, 파워업, 게임의 어떤 부분에도 접근할 수 있는 권한, 무한한 게임 내 통화, 벽 통과 능력, 그리고 게임과 사용된 코드에 따라 다양한 다른 능력을 부여한다.

## 같이 보기
- 닌텐도 DS 라이트
- 닌텐도 DSi
- 닌텐도 DSi XL
- Wii
- 닌텐도 스위치